# Stefanotis bukietowy
Stefanotis bukietowy (Stephanotis floribunda Brongn.) – gatunek roślin z rodziny toinowatych. Pochodzi z Madagaskaru. 

## Morfologia
W jego naturalnym środowisku w Afryce pędy osiągają nawet do 6 m długości. W warunkach mieszkalnych dochodzi do 2,5 m. Roślina ma twarde, elastyczne pędy, jak również owalne, błyszczące, ciemnozielone liście. Okres kwitnienia przypada zazwyczaj od czerwca do września. Kwiaty są silnie pachnące.

## Wymagania
Stefanotis bukietowy wymaga jasnego pomieszczenia, jednakże osłoniętego przed bezpośrednim nasłonecznieniem. Optymalna temperatura w lecie to około 20°C natomiast zimą 12–14°C. W okresie wzrostu podlewanie obfite, letnią wodą, aby podłoże było stale lekko wilgotne. Zalecane nawożenie w okresie kwietnia-września w odstępach co 2 tygodnie. Roślina lubi próchnicze, przepuszczalne podłoże z drobnym drenażem. Jest wrażliwa na przenoszenie i zmiany miejsc.